# Bălăceana (gmina)
Bălăceana – gmina w Rumunii, w okręgu Suczawa. Obejmuje tylko jedną miejscowość Bălăceana. W 2011 roku liczyła 1520 mieszkańców.